# Skepticism
Skepticism – fiński zespół tworzący muzykę doom metal. Grupa została założona w 1991 w Riihimäki w Finlandii. Jest zaliczana do grona pionierów podgatunku funeral doom metal, obok Thergothon.

## Muzycy
- Matti – śpiew
- Jani Kekarainen – gitara, gitara basowa
- Eero Pöyry – instrumenty klawiszowe
- Lasse Pelkonen – instrumenty perkusyjne

## Dyskografia
- 1992: Towards My End (SP)
- 1994: Aeothe Kaear (Demo)
- 1995: Stormcrowfleet (LP)
- 1997: Ethere (EP)
- 1998: Lead And Aether (LP)
- 1999: Aes (EP)
- 2002: The Process of Farmakon – Emanating Darkness (EP)
- 2003: Farmakon (LP)
- 2008: Alloy (LP)
- 2015: Ordeal